# Heimbzen
Heimbzen, Heinzen, Heimzen oder Meimmetze war ein deutsches Volumenmaß für Getreide. Es gehörte zu den sächsischen Volumenmaßen.  In Merseburg unterschied man zwischen dem Stifts-Heimbzen und dem Amt-Heimbzen. Leichte Abweichung bestanden zwischen den beiden Maßen. Auch in Bad Lauchstädt unterschied man in Groß-, Klein- und Stadtmaß.
- 5 Heimzen = 4 Scheffel (Dresdner)[3]
- 1 Heinzen = 8 Maß (Merseburger) = 83,2 Liter[1]